# Моложавенко, Владимир Семёнович
 Владимир Семёнович Моложавенко  (28 декабря 1924 года, Морозовск, Ростовская область — 25 апреля 2012 года, Ростов-на-Дону) — русский советский писатель, журналист, член Союза писателей СССР (1973). Участник Великой Отечественной войны.

## Биография
Владимир Семёнович Моложавенко родился 28 декабря 1924 годы в станице Морозовской (нынешний город Морозовск Ростовской области) в многодетной семье рабочего-железнодорожника. После окончания девяти классов школы, в декабре 1942 года был призван Милютинским райвоенкоматом в армию. С января 1943 года служил в рядовым пехоты 239-го стрелкового полка 4-го Украинского фронта, потом командовал отделением, взводом. Получил ранение. Окончание Великой Отечественной войны встретил в Праге старшим сержантом, комсоргом батальона. Был награждён орденом Отечественной войны II степени, медалью «За боевые заслуги» и др.
Демобилизовавшись, В. Моложавенко работал помощником машиниста паровоза в Морозовском депо, продолжил учёбу вечерней школе рабочей молодёжи, потом учился в Московском полиграфическом институте, в аспирантуре.
С 1947 года В. Моложавенко, занимаясь журналистикой, работал ответственным секретарём районной газеты «Морозовский большевик», потом — секретарём областных газет «Комсомолец», «Молот», городской газеты «Вечерний Ростов».
В 1966—1970-х годах работал директором издательства «Молот».

## Творчество
Первой изданной книгой В. Моложавенко была «Донские были». Книга вышла в 1964 году в Ростовском книжном издательстве. В последующем писал книги «Когда полыхали зарницы» (1966), «Тайны донских курганов» (1967), в московских издательствах были изданы его книги «Сверстники» (1970), «Голубые родники» (1971) и др.
Работал в жанрах документальной прозы, интересовался краеведением. Его перу принадлежит около двадцати книг, изданных в Ростове-на-Дону и в Москве. Его очерки печатались в журналах «Дон», «Октябрь», «Молодая гвардия», «Юный натуралист», «Донбасс», «Пограничник», «Звезда Востока», альманахе «Ветер странствий», в коллективных сборниках.

## Награды
- Орден Отечественной войны II степени.
- Медаль «За боевые заслуги».
- Медаль Г. К. Жукова.
- Медаль «Партизанская звезда» (Чехословакия)
- Победитель литературного конкурса в честь 60-летия Победы в Великой Отечественной войне.

## Память

Памятная доска в Ростове-на-Дону

В 2012 году в Ростове-на-Дону на доме, где жил писатель — на проспекте Стачки № 11/14а, открыта памятная доска.

## Труды
Изданы следующие произведения писателя:
- Донские были. Ростов-на-Дону, 1964, 1970;
- Когда полыхали зарницы… Рассказ о жизни и смерти Коли Руднева. Ростов-на-Дону, 1966;
- Тайны донских курганов. Ростов-на-Дону, 1967;
- Сверстники. Док. повесть. М., 1970;
- Голубые родники. От истоков до устья Дона. М., 1971;
- Заветная шкатулка. Предания и легенды. Ростов-на-Дону, 1973;
- Неопалимая купина. М., 1974;
- Повесть о Тихом Доне. Приглашение к путешествию. М., 1976;
- Зачарованный Донец. Путеводитель. Донецк, 1976;
- Гремучий Маныч. Путешествие от Дона до Каспия. М., 1977;
- Красные офицеры. Док. повесть-дилогия о героях Октября. Ростов-на-Дону, 1977;
- Встреча с Донцом. М., 1979;
- Пароль «Белая роза». Повесть-хроника. Ростов-на-Дону, 1979;
- Морозовск. Историко-краеведческий очерк. Ростов-на-Дону, 1981;
- Сурхандарья— земля моего брата. Ташкент, 1981;
- Жаркое солнце Сурхана. М., 1982;
- От Иван-озера до Азовского моря. Путешествие по Дону. М., 1982;
- «Был и я среди донцов…». Записки краеведа. Ростов-на-Дону, 1984;
- Дороги вели в Прагу. Док. очерки. Харьков, «Прапор», 1985;
- Костры памяти. Повесть-хроника. Ростовское изд-во, 1985;
- Чир — казачья река. Приглашение к путешествию по шолоховской земле. М., «Молодая гвардия», 1988;
- Билет на восход солнца. Ростовское изд-во, 1990;
- Тайна красоты. Книга о цветах. М., 1993.